# Petja Rostov
Il conte Pëtr Il'ič Rostov (in russo: Петр Ильич Ростов), meglio conosciuto come Petja, è un personaggio del romanzo Guerra e pace di Lev Tolstoj.
È il più giovane tra i figli dei Rostov. Impetuoso e temerario, insiste per arruolarsi molto presto. Verso la fine del libro viene ucciso all'età di 16 anni (1796-1812), con grande disperazione della madre, in uno scontro tra un gruppo di cosacchi, a cui s'è aggregato, e la retroguardia francese, dove era prigioniero di guerra Pierre.
Compare nei seguenti film tratti dal romanzo:
- 1956: Guerra e pace (War and Peace) di King Vidor
- 1967: Guerra e pace (Война и мир) di Sergej Fëdorovič Bondarčuk
- 1972: Guerra e pace (War and Peace) di John Davies